# 스텐 튀쇼센
스텐 튀쇼센(덴마크어: Steen Thychosen, 1958년 9월 22일, 남덴마크 지역 바일레 ~)은 덴마크의 전직 축구 선수로, 바일레에서 252번의 경기에 출전해 101골을 기록했다. 그는 현역 시절 공격수로 활약하며, 독일의 묀헨글라트바흐, 벨기에의 몰뢴베크, 그리고 스위스의 로잔에서 활약했다. 그는 덴마크 국가대표팀의 2경기에도 출전했다.

## 수상
바일레
- 덴마크 1부 리그: 1978, 1984
- 포칼렌: 1976–77

묀헨글라트바흐
- UEFA컵: 1978–79[7]

개인
- 덴마크 1부 리그 득점왕: 1984 (24골, 바일레)
- 나치오날리가 A 득점왕: 1985–86 (21골, 로잔)